# Perry Mason: Serata con il morto
Perry Mason: Serata con il morto (A Perry Mason Mystery: The Case of the Lethal Lifestyle) è un film per la televisione del 1994, diretto dal regista Helaine Head.

## Trama
Durante il suo soggiorno a Washington, Perry Mason telefona al suo grande amico avvocato William McKenzie, detto "il selvaggio", per sostituirlo a una conferenza di avvocati dove lui doveva fare da oratore. Nonostante le reticenze, McKenzie accetta e parte alla volta dell'albergo dove di dovrà tenere questo discorso, accompagnato da Della Street e Ken Malansky. Qui si sta girando un programma condotto da Adrian Lye con ospiti famosi tra cui una dirigente di azienda, un'attrice, un duca inglese e un campione di scacchi di nome Daniel Kingman che ha un violento diverbio con il conduttore. Daniel è amico di vecchia data di William McKenzie che l'ha salvato dal riformatorio e gli ha insegnato a giocare a scacchi. Dopo la conferenza, tutti gli ospiti dell'albergo si recano in veranda per assistere i fuochi d'artificio e William cerca con lo sguardo Daniel che pare l'unico assente. Un altro assente è Adrian Lye. Nel frattempo il cameriere addetto al servizio in camera viene allontanato con un pretesto e un uomo travestito si introduce in camera di Lye con una bottiglia avvelenata. Un minuto dopo arriva anche Daniel il quale litiga nuovamente con Lye ed esce. Poco dopo Adrian Lye beve e muore. Subito viene arrestato Kingman e McKenzie ne assume la difesa. Ken con le sue indagini e Della con le sue ricerche contribuiscono a scoprire un giro di ricatti perpetrato dalla vittima a danno di tutti i partecipanti al suo show. Naturalmente William McKenzie riuscirà a dipanare l'intrigo di bugie e scoprire il vero colpevole ovviamente in tribunale.

## Curiosità
- Causa la morte di Raymond Burr, questo film venne prodotto con il titolo Perry Mason Mistery. L'avvocato protagonista è interpretato da Hal Holbrook mentre rimangono gli attori William R. Moses (Ken Malansky) e Barbara Hale (Della Street). Nei film si fa intendere che Perry Mason si trova a Washington.
- Nel film l'avvocato William McKenzie è un personaggio particolare che esula dai canoni consueti: pur non essendo giovane viaggia in moto, veste scamosciato con cappello da cowboy, ha una fattoria dove si occupa di cavalli. La trama invece, è diretta figlia del canovaccio tipico di Perry Mason (persona innocente, prove, ricerche e dimostrazione finale con scoperta del vero colpevole).